# Ламелас, Жорди
Жорди Ламелас Пуэртас (кат. Jordi Lamelas Puertas; 23 марта 1970) — андоррский футболист, полузащитник. Выступал за национальную сборную Андорры.

## Клубная карьера
В сезоне 1996/97 играл за клуб «Сан-Жулиа», который выступал в чемпионате Андорры. Позже Ламелас перешёл в «Принсипат». В июле 1998 года Альберт принял участие в двух матчах первого отборочного раунда Кубка УЕФА против венгерского «Ференцвароша». По сумме двух встреч «Принсипат» уступил (14:1). Жорди был заявлен для участия в Кубке УЕФА 1999/00, однако на поле не выходил.
В 2000 году являлся игроком команды «Констелласьо Эспортива». Сыграл один матч в первом раунде квалификации Кубка УЕФА против испанского «Райо Вальекано» (0:10). По сумме двух матчей команда из Андорры уступила (0:16).
В 2009 и 2014 годах проводился турнир Жорди Ламеласа.

## Карьера в сборной
13 ноября 1996 года национальная сборная Андорры проводила свой первый международный матч против Эстонии и Исидре Кодина вызвал Жорди в стан команды. Товарищеская встреча закончилась поражением сборной карликового государства со счётом (1:6), Ламеласу доверили начать игру в стартовом составе, но на 67 минуте он был заменён на Анхеля Мартина. Этот матч стала для Жорди Ламеласа единственным в составе сборной.